# 295473 Cochard
295473 Cochard este o planetă minoră (asteroid) din centura de asteroizi. A fost descoperită pe 27 august 2008 la observatoire des Pises⁠(d) de Jean-Marie Lopez⁠(d). 
Obiectul prezintă o orbită caracterizată de o semiaxă mare de 3,0209852306358 UAi, o excentricitate de 0,06, o înclinație de 4,5 ° în raport cu ecliptica.